# Battleborn
Battleborn — компьютерная игра в жанре геройского шутера от первого лица. Игра выпущена в версиях для Windows, PlayStation 4 и Xbox One 3 мая 2016 года. 
31 января 2021 года сервера игры были отключены.

## Разработка
По словам руководителя игры, Рэнди Варнелла, разработка игры началась под конец производственного цикла Borderlands 2, в начале 2013 года

## Сюжет
Сюжет игры вертится вокруг битвы за последнюю звезду во Вселенной – Солус. В Battleborn роль отводится Воителям, героям галактики, представляющим пять разных группировок, которым пришлось заключить союз, чтобы остановить таинственного врага, Лотара Рендейна, вознамерившегося уничтожить Вселенную.

## Отзывы, награды и продажи
| Сводный рейтинг | Сводный рейтинг | Сводный рейтинг | Сводный рейтинг |
| Издание         | Оценка          | Оценка          | Оценка          |
| Издание         | PC              | PS4             | Xbox One        |
| --------------- | --------------- | --------------- | --------------- |
| GameRankings    | 69,64 %         | 69,21 %         | 71,75 %         |

Летом 2018 года, благодаря уязвимости в защите Steam Web API, стало известно, что точное количество пользователей сервиса Steam, которые играли в игру хотя бы один раз, составляет 492 052 человека.